# 竹下文隆

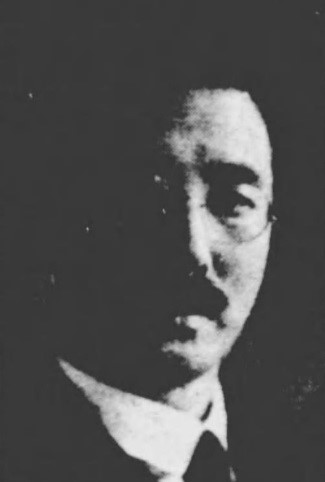
竹下文隆

竹下 文隆（たけした ぶんりゅう、1885年（明治18年）7月28日 - 1975年（昭和50年）4月6日）は、日本の実業家、政治家。衆議院議員。

## 経歴
山口県出身。竹下満蔵の二男として生まれる。1918年、早稲田大学法律科を卒業した。
1915年、政治雑誌『国論』を創刊し、その社長兼主筆に就任。1918年、東京医学専門学校の創立に参画し、同校主幹、同理事を務めた。その他、丸之内銀行監査役、横浜倉庫監査役、有限責任信用組合共同金庫理事長、日出貯蓄銀行取締役頭取などを歴任。
1928年2月、第16回衆議院議員総選挙に輸入候補として沖縄県から立憲政友会所属で出馬し当選。運動員が大がかりな選挙違反を行い「金権候補」と言われた。第18回総選挙でも当選し、衆議院議員を通算二期務めた。1931年に創刊した『沖縄日日新聞』の創刊者の一人でもあった。

## 著作
- 『愛する青年の為めに』国論社、1923年。
- 『民衆の政治批判』巌松堂書店、1931年。
- 『非常時と憲政擁護』新知社、1933年。
- 『軍部と政党の協調』政界春秋社、1936年。
- 『新東洋の建設』東方公論社、1938年。
- 『事変收拾の捷徑』〈時局叢書〉東方公論社、1939年。
- 『新党激成の拍車』〈時局叢書 第3編〉東方公論社、1940年。
- 『既成政党を葬れ』〈時局叢書〉東方公論社、1940年。
- 『翼賛会の政党化』〈時局叢書 第4号〉国論社、1941年。
- 『新世界の黎明』国論社、1942年。
- 『われらの闘魂』帝都出版、1944年。

## 親族
- 妻 竹下カナエ（元沖縄県知事高橋琢也五女）[3]